# バラッズ2〜ベスト・オブ・スタンダーズ
『バラッズ2〜ベスト・オブ・スタンダーズ』は中西保志6枚目のベスト・アルバム。2012年8月8日発売。発売元は徳間ジャパンコミュニケーションズ。

## 解説
2枚組仕様。もう1枚のCDには本作12曲のオリジナル・カラオケが収録されている。これまでに発売された5枚のカバー・アルバムより選曲。

## 収録曲
1. いっそセレナーデ
2. 駅
3. PIECE OF MY WISH
4. さくら（独唱）
5. LOVE LOVE LOVE
6. 真夏の果実
7. なごり雪
8. ワインレッドの心
9. First Love
10. やさしさに包まれたなら
11. 涙そうそう
12. あなたに逢いたくて ～Missing You～